# Amós Bilbao
Amós Bilbao González (Lamadrid, municipio de Valdáliga, Cantabria, 30 de enero de 1970) fue un piloto de trial español, ganador de un Campeonato de España de Trial en 1996, y que también ganó el Seis Días de Escocia de Trial en 2002 y siete veces Trial de las Naciones dentro del equipo español.

## Trayectoria
En el Campeonato del Mundo de Trial, disputó numerosas pruebas siendo su mejor posición la 4.ª final en los campeonatos de 1992 y 1993. En el trial indoor fue campeón del Trial Indoor de Madrid en los años 1991 y 1996, y tercero en el Trial Indoor de Barcelona en los años 1990, 1997 y 1999.
Vive en Barcelona, se retiró de la competición, pero siguió involucrado en el mundo del trial. En 2006 realizó una exhibición de trial en Santiago de Chile junto a Laia Sanz, y en el año 2008 participó en los Seis Días de Escocia de Trial.

## Palmarés
- 1 Campeonato de España de Trial: 1996
- 1 Seis Días de Escocia de Trial: 2002
- 7 Trial de las Naciones: 1989, 1991-93, 1995-96, 1998
- 1 prueba del Campeonato Mundial de X-Trial: 1994

### Campeonato del mundo de trial[5]
| Año  | Motocicleta | Posición final |
| ---- | ----------- | -------------- |
| 1988 | Beta        | 16.º           |
| 1989 | Fantic      | 8.º            |
| 1990 | Fantic      | 6.º            |
| 1991 | Gas Gas     | 6.º            |
| 1992 | Gas Gas     | 4.º            |
| 1993 | Montesa     | 4.º            |
| 1994 | Montesa     | 12.º           |
| 1995 | Beta        | 9.º            |
| 1996 | Gas Gas     | 6.º            |
| 1997 | Gas Gas     | 11.º           |
| 1998 | Gas Gas     | 8.º            |
| 1999 | Montesa     | 7.º            |
| 2000 | Montesa     | 12.º           |
| 2001 | Montesa     | 16.º           |

## Premios, reconocimientos y distinciones
- Medalla de Bronce de la Real Orden del Mérito Deportivo, otorgada por el Consejo Superior de Deportes (1999)